# レッドリバー郡 (テキサス州)
レッドリバー郡 (レッドリバーぐん、英: Red River County) はアメリカ合衆国テキサス州に位置する郡である。2000年現在、ここの人口は14,314人である。ここの郡庁所在地はクラークスビルであり、この郡はレッド川 (Red River) の名を取って命名された。

## 地理
アメリカ合衆国統計局によると、この郡は総面積2,739 km2 (1,058 mi2) である。このうち2,720 km2 (1,050 mi2) が陸地で19 km2 (7 mi2) が水地域である。総面積の0.70%は水地域となっている。

### 隣接する郡
- オクラホマ州マカーテン郡 (南)
- ボウイ郡 (東)
- モリス郡 (南東)
- タイタス郡 (南)
- フランクリン郡 (南西)
- ラマー郡 (西)
- オクラホマ州チョクトー郡 (北西)

## 人口動勢

2000年国勢調査に基づくレッドリバー郡の人口ピラミッド

2000年現在の国勢調査で、この郡は人口14,314人、5,827世帯、及び4,067家族が暮らしている。人口密度は5/km2 (14/mi2) である。3/km2 (7/mi2) の平均的な密度に6,916軒の住宅が建っている。この郡の人種的な構成は白人78.04%、アフリカン・アメリカン17.80%、先住民0.59%、アジア0.12%、太平洋諸島系0.01%、その他の人種2.29%、及び混血1.15%である。ここの人口の4.67%はヒスパニックまたはラテン系である。
この郡内の住民は23.90%が18歳未満の未成年、18歳以上24歳以下が7.80%、25歳以上44歳以下が24.40%、45歳以上64歳以下が24.30%、及び65歳以上が19.70%にわたっている。中央値年齢は40歳である。女性100人ごとに対して男性は92.90人である。18歳以上の女性100人ごとに対して男性は89.80人である。
この郡内の世帯ごとの平均的な収入は27,558米ドルであり、家族ごとの平均的な収入は33,436米ドルである。男性は24,609米ドルに対して女性は17,566米ドルの平均的な収入がある。この郡の一人当たりの収入 (per capita income) は15,058米ドルである。人口の17.30%及び家族の13.10%は貧困線以下である。全人口のうち18歳未満の25.20%及び65歳以上の17.70%は貧困線以下の生活を送っている。

## 都市及び町
- Annona
- Avery
- Bogata
- クラークスビル
- デトロイト